# Åke Pleijel
Åke Pleijel   (Parròquia Johannes, 10 d'agost de 1913 - Västerled, 24 de setembre de 1989) va ser un matemàtic suec, professor universitari. Després d'obtenir el doctorat a la universitat d'Estocolm el 1940, sota la direcció de Torsten Carleman, va ser professor a la universitat de Lund fins al 1948, quan va marxar a l'Institut d'Estudis Avançats de Princeton on va coincidir amb el matemàtic indi Subbaramiah Minakshisundaram, amb el qual va introduir la funció zeta de Minakshisundaram-Pleijel en un article publicat conjuntament el 1949. En retornar a Suècia va treballar al Reial Institut de Tecnologia i a la universitat de Lund, excepte dos cursos en els quals va ser enviat de la UNESCO a Etiòpia. El 1967, quan va retornar, va ser professor de la universitat d'Uppsala fins que va passar a ser professor emèrit el 1979.